# Torbesci
I torbesci  (torbeš) sono una popolazione slava di religione e cultura musulmana, presente nelle regioni occidentali della Macedonia del Nord.
L'area geografica di distribuzione dei torbesci è la parte sud-occidentale della Macedonia del Nord, confinante con l'Albania.
I torbesci parlano la lingua macedone e praticano la religione islamica nella corrente sunnita.